# Botaurus
Botaurus es un género de aves pelecaniformes de la familia Ardeidae comúnmente conocidos como avetoros. Son aves ligadas a los humedales de Eurasia, Oceanía y América. Todas las especies emiten un ruido similar al mugido de un toro, lo que les da el nombre.

## Especies
Se conocen cuatro especies de Botaurus:
- Botaurus lentiginosus - Avetoro lentiginoso
- Botaurus stellaris - Avetoro común
- Botaurus pinnatus - Avetoro mirasol
- Botaurus poiciloptilus - Avetoro australiano